# 埃爾伊戈 (聖卡洛斯區)
埃爾伊戈（西班牙語：El Higo），是巴拿馬的城鎮，位於該國中東部，由西巴拿馬省的聖卡洛斯區負責管轄，面積44平方公里，海拔高度42米，2010年人口2,710，人口密度每平方公里61.6人。